# Cohabitation

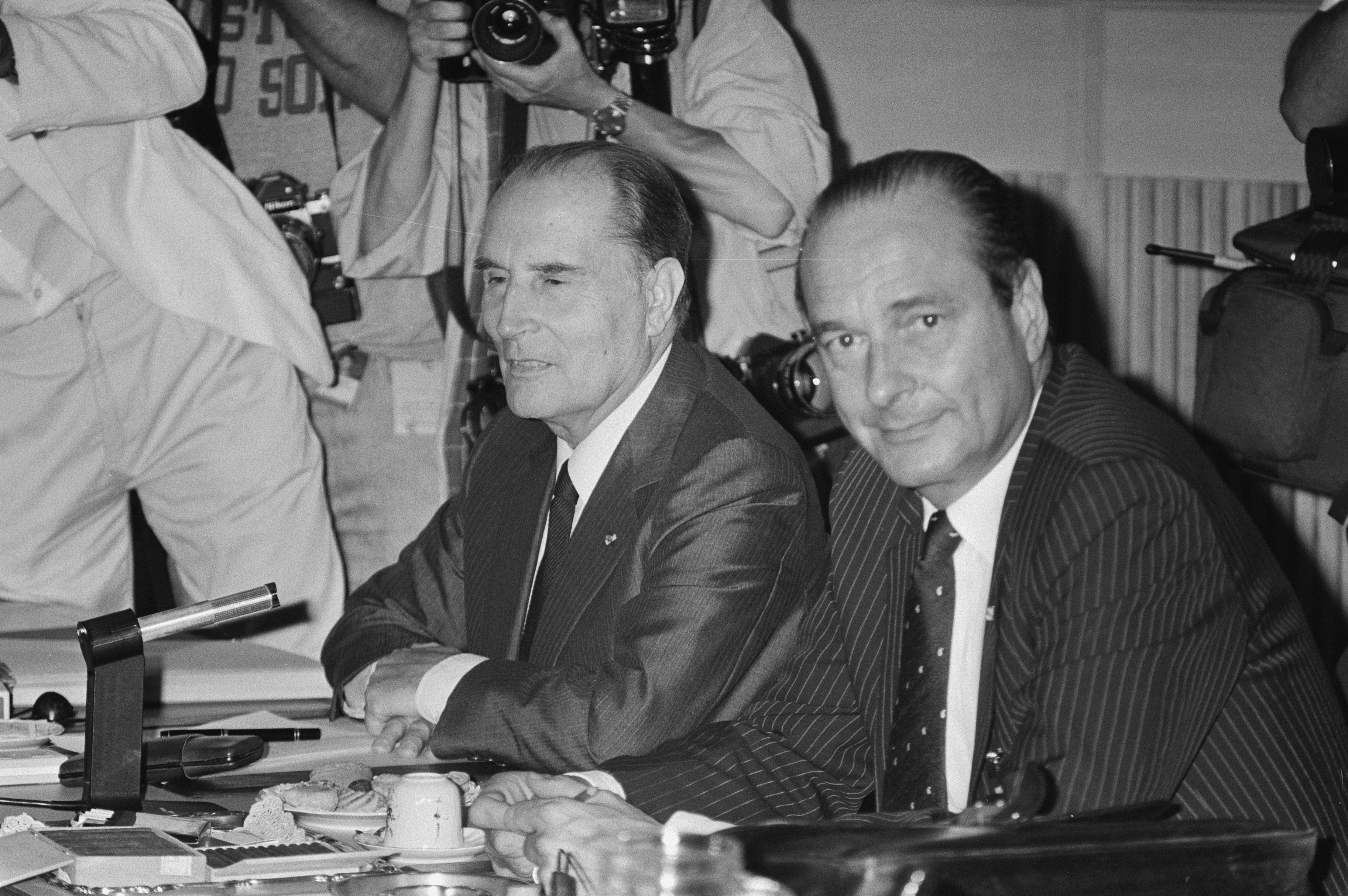
Cohabitation inträffade bland annat när Jacques Chirac (höger) var premiärminister under François Mitterrand (vänster) som president.

Cohabitation, ungefär samboende, är ett begrepp i fransk politik som innebär att Frankrikes president och Nationalförsamlingens majoritet tillhör olika politiska inriktningar. Detta innebär i praktiken att presidenten tvingas att utse en premiärminister med andra politiska övertygelser än sina egna.
I det franska styrelseskicket behöver nästan alla beslut av presidenten en godkännande underskrift från premiärministern. Det innebär att premiärministern de facto styr landet när cohabitation råder. Presidentens huvudsakliga makt blir då att utse premiärminister, upplösa nationalförsamlingen, utlysa nyval samt folkomröstningar. Presidenten har vid cohabitation också kvar rollen som statschef och arméchef, vilket medför ett omfattande inflytande över utrikes- och försvarspolitik. Bland annat ansvarar presidenten för alla eventuella beslut om användning av Frankrikes kärnvapen.
Cohabitation har inträffat vid tre tillfällen under Frankrikes femte republik. När François Mitterrand styrde mellan 1981 och 1995 vann den franska högern vid två tillfällen majoriteten i nationalförsamlingen. Således var Jacques Chirac premiärminister mellan 1986 och 1988, och Édouard Balladur var premiärminister mellan 1993 och 1995. Cohabitation inträffade även mellan 1997 och 2002, då Jacques Chirac var president. Vänsterpartierna vann då egen majoritet i parlamentsvalet, vilket ledde till att Lionel Jospin utsågs till premiärminister för Socialistiska partiet. Det är också den längsta perioden av cohabitation som hittills har inträffat.
När cohabitation råder är det notoriskt svårt att styra Frankrike. Därför beslutade man efter en folkomröstning i samband med presidentvalet 2002 att förkorta presidentens mandatperiod till fem år, för att synkronisera längden med nationalförsamlingens. Dessutom förlade man parlamentsvalet till några veckor efter presidentvalet, för att den allmänna opinionen inte skulle hinna ändras alltför mycket mellan de två valen.